# Patihani
Patihani (nep. पटिहानी) – gaun wikas samiti w środkowej części Nepalu w strefie Narajani w dystrykcie Chitwan. Według nepalskiego spisu powszechnego z 2001 roku liczył on 2115 gospodarstw domowych i 10258 mieszkańców (5290 kobiet i 4968 mężczyzn).